# Gauthier Darrigand
Gauthier Darrigand, né le 5 janvier 1982 à Dax, est un joueur de basket-ball professionnel français. Il mesure 1,85 m.

## Biographie
À l'intersaison 2021, il quitte le Dax Gamarde Basket 40 et les divisions professionnelles.

## Clubs
- 2002 - 2004 :  Pau-Orthez (Pro A) espoir
- 2004 - 2006 :  Clermont-Ferrand (Pro A)
- 2006 - 2009 :  Strasbourg (Pro A)
- 2009 - 2010 :  Boulazac Basket Dordogne (Pro B)
- 2010 - 2011 :  JSA Bordeaux (NM1)
- 2011 - 2016 :  JSA Bordeaux (Pro B)
- 2017 - 2021 :  Dax Gamarde Basket 40 (Nationale 1)

## Palmarès
- Champion de France Pro A en 2003 et 2004
- Vainqueur de la coupe de France en 2003
- Vainqueur de la Semaine des As en 2003